# Терещук Вікторія Анатоліївна
Терещук Вікторія Анатоліївна (нар.18 лютого 1982, м.Луганськ) — українська спортсменка з сучасного п'ятиборства. Заслужений майстер спорту та Заслужений тренер України.

## Біографія
Терещук Вікторія народилась 18 лютого 1982, у м. Луганську. Почала займатись сучасним п'ятиборством з 1999 року, прийшла до нього з плавання. Вихованка Сергія Туробова, Андрія Ковальского та Володимира Коваленка. Має вищу освіту, закінчила Луганський національний університет імені Тараса Шевченка. Хобі — книги і фільми.
2004 рік — учасниця XXVIII Літніх Олімпійських ігор (Греція, Афіни), 6 місце (5256 очок).
2008 рік - учасниця ХХІХ Літніх Олімпійських ігор (Пекін, КНДР).
2012 рік - участниця ХХХ Літніх Олімпійських ігор (Лондон, Великобританія).
| Місце | Стрільба | Фехтування | Плавання | Кінний спорт | Біг  | Загалом |
| ----- | -------- | ---------- | -------- | ------------ | ---- | ------- |
| 6     | 1060     | 692        | 1244     | 1116         | 1144 | 5256    |

2003 р. - фінал Кубку Світу, срібло, Афіни.
2004 р. - етап Кубку Світу, золото, Будапешт.
2006 р. — срібна призерка Чемпіонату світу (Гватемала), 
2006 о призерка етапа Кубка світу Англії 
2006 р. — 2 місце, в угорському Секешфегерварі — 1 місце), 
2006 р. Чемпіонка Світу серед військовослужбовців (Каунас).
```
Тричі ставала найкращою спортсменкою місяця у 2006
 
р. (квітень, червень, листопад) за версією [[НОК України].В 2006 р.була визнана Міжнародною федерацією сучасного п'ятиборства найкращою спортсменкою року.
```

2008 р. - етап Кубку Світу, срібло, Каїр. 
17 липня 2008 р. здобула звання Чемпіонки Європи з результатом 5736 балів на жіночих змаганнях у Москві.
2010 р.- Чемпіонат світу ,2-місце,естафета-мікс.(Тимощенко П.,Терещуе В.)(КНДР)
2011 р. - Кубок Кремля, золото, Москва.
На XXIX Літніх Олімпійських іграх (Китай, Пекін) Вікторія Терещук виборола бронзову нагороду завдяки вдалому бігу на 3000 м. Вона стала другою в бігу з часом 10:13.25 і піднялася з 6-ї сходинки на 3-тю. У підсумку Вікторія набрала 5672 балів (перше місце посіла німкеня Лєна Шонеборн із 5792 балами, друге — британка Хезер Фелл з 5752 балами). Проте через 8 років була позбавлена медалі через уживання забороненого препарату.
У 2011 році Терещук здобула 2 золотих нагороди на Чемпіонаті світу у Москві: Золото в індивідуальній першості з результатом 5544 очок (786 — 1200 — 1160 — 2400) та в естафеті-мікс(Кірпулянський Д.,Терещук В.)
2011 р.- жіноча естафета(Левченко Н.,Ібатуліна Н.,Терещук В.) бронза.
2012 р. - визнана найкращою спортсменкою України за досягнення у 2011 р.
2012 р. - етап Кубку Світу, срібло, Ростов-на-Дону.
В травні 2013 у Нижньому Новгороді (Росія) на жіночих змаганнях у Фіналі Кубку Світу з сучасного п'ятиборства чемпіонкою стала Вікторія Терещук, набравши 5440 балів, вона на 28 пунктів випередила росіянку Катерину Хурашкіну, яка фінішувала другою. Третє місце посіла Ганна Буряк, котра принесла другу нагороду збірній України.
2013 р. - фінал Кубку Світу, естафета-мікс, срібло, Нижній Новгород.(Тимощенко П.,Терещук В.)
2013 р. - етап Кубку Світу, золото, США.
2013 р.-етап Кубку Світу,естафета-мікс(Терещук.В,Тимощенко П.)срібло,США.
2013 р. - етап Кубку Світу, срібло, Угорщина.
2013 р. - етап Кубку Світу, срібло, Ріо де Жанейро.
2013 - етап Кубку Світу, естафета-мікс, срібло, Угорщина.
2013 р. - Чемпіонат Світу, жіноча естафета, золото, Тайвань.
2013 р. - Чемпіонат Світу, особисто-командний залік, бронза, Тайвань.
2014 р. - Чемпіонат Європи, срібло, Секешфегервар, Угорщина.
2014 р. - Чемпіонат Європи, жіноча естафета, золото, Секешфегервар, Угорщина.
2015 р. - Олімпійські ігри серед військовослужбовців, особисто-командний залік, бронза, Південна Корея.
З 2019р. і по теперішній час працює тренером в КМВШСМ (Київська Міська Школа Вищої Спортивної Майстерності). Підготувала бронзового призера Чемпіонату Європи 2022 р.(Угорщина);Чемпіона Європи серед молоді U24(Польща, 2019 р.); Бронзового призера в особисто-командному заліку Чемпіоната Європи серед юніорів (Швейцарія, 2019 р.), Срібного призера Чемпіонату Світу в чоловічій естафеті (Китай, 2024 р.) Агарушева Максима. 
Вікторія має звання Заслуженого Тренера України з 2022 року.

## Державні нагороди
- Орден княгині Ольги II ст. (8 вересня 2012) — за вагомий особистий внесок у розвиток та популяризацію фізичної культури і спорту в Україні, досягнення високих спортивних результатів та багаторічну плідну професійну діяльність[4]
- Орден княгині Ольги III ст. (4 вересня 2008) — за досягнення високих спортивних результатів на XXIX літніх Олімпійських іграх в Пекіні (Китайська Народна Республіка), виявлені мужність, самовідданість та волю до перемоги, піднесення міжнародного авторитету України[5]